# 七情六欲
七情六欲是指人類与生俱来的一些心理反应。不同的学术、门派、宗教对七情和六欲的定义稍有不同。但是所有的说法都承认七情六欲是不可避免的。

## 七情

### 礼记
《礼记·礼运》中记载道：“喜、怒、哀、惧、爱、恶、欲七者弗学而能。”就是说，这几种情态是与生俱来的，不学就会。

### 佛教
佛教中的说法与《礼记》中的说法基本一致。佛教中的七情是“喜、怒、忧、惧、爱、憎、欲”。

### 中医
中医学中也有类似的说法，中医七情指“喜、怒、忧、思、悲、恐、惊”（但對應五行的只有「怒、喜、思、悲、恐」五種）。中医认为，这七种情态应该掌握适当。如果掌握不当，例如大喜大悲、过分惊恐等等，就会使阴阳失调、气血不周，从而这种精神上的错乱会演变到身体上，形成各种病。「思」指的是煩燥、焦慮、思慮過多。
（心）喜心相外。
（肺）悲從中來，泣不成聲。
（脾）思不進食。
（肝）怒火中燒，傷肝。
（腎）驚恐過度，嚇出尿來。

## 六欲

### 吕氏春秋
最早关于六欲的说法，出自《吕氏春秋·贵生》：“所谓全生者，六欲皆得其宜者。”

### 高诱
东汉哲人高诱的理论是：“六欲，生死耳目口鼻也。”其中“死”不是一种欲，而“不死”才是人们的一种强烈的欲望。这种欲望也就是人们说的求生欲。

### 后人总结
后人又将六欲总结为：見慾（视觉）、听欲（听觉）、香欲（嗅觉）、味欲（味觉）、触欲（触觉）、意欲。即：眼、耳、鼻、舌、身、意。

### 佛教
佛教著作《释禅波罗蜜次第法门》中，把六欲解释为俗人对异性的六种欲望，这六种欲望统称为“情欲”。这六种欲望是：“色欲、形貌欲、威仪姿态欲、言语声音欲、细滑欲、人相欲”。

## 间接参考资料
- 《礼记·礼运》
- 《吕氏春秋·贵生》
- 《释禅波罗蜜次第法门卷第九》

1. ↑  熙仲集. .   [2021-08-09]. （原始内容存档于2021-08-09） （中文）. 「七情　喜。怒。憂。懼。愛。憎。欲。」